# Самка (фильм)
«Самка» — российский фильм режиссёра Григория Константинопольского 2010 года.

## Сюжет
Корреспондентка Южно-Уральского Телевидения Лариса приезжает в деревню, жители которой поймали снежного человека. Во время съёмки репортажа бесстрашная журналистка подходит очень близко к клетке со снежным человеком, в результате чего он ломает клетку и утаскивает девушку с собой в лес. Снежный человек обещает Ларисе, что отведёт её к своим родителям и покажет ей целое поселение снежных людей. Надеясь снять сенсационный репортаж, Лариса соглашается идти с ним к снежным людям. По дороге снежный человек рассказывает историю своей жизни и то, что его дедом является великий русский писатель Иван Тургенев. Сам он так же просит называть себя Иваном. А Лариса проникается тёплыми чувствами к мохнатому великану, способному защитить девушку и от холода, и от пьяных охотников.
Но когда Ваня доводит Ларису до места, то выясняется, что на самом деле он женат, и его жена Жанна вовсе не горит желанием знакомиться с новой пассией своего мужа. Ваня признается Ларисе в том, что полюбил её, но она пока не готова связать свою жизнь со снежным человеком. Однако любовь побеждает любые предрассудки, и в конце фильма Лариса принимает свои чувства к Ивану, предпочитая жизнь в лесу жизни среди жестоких людей.

## В ролях
- Екатерина Вилкова — Лариса Дебомонова, репортёр
- Александр Стриженов — Ваня, снежный человек
- Кристина Бабушкина — Жанна, жена снежного человека
- Константин Мурзенко — охотник
- Павел Деревянко — милиционер
- Юрий Колокольников — милиционер
- Светлана Бельская — мать Ларисы
- Григорий Константинопольский — охотник
- Артур Сардай — охотник

## Съёмки
Съёмки фильма проходили в Кандалакше.